# Nikkeijin
Els nikkei (日系) o nikkeijin (日系人) són la diàspora japonesa i els seus membres individuals, inclouen els emigrants japonesos del Japó (i els seus descendents) que resideixen en un país fora d'aquest. L'emigració del Japó es va registrar ja al segle XV a les Filipines, però no es va convertir en un fenomen de masses fins al període Meiji (1868-1912), quan els japonesos van emigrar a les Filipines i a les Amèriques. Hi va haver una important emigració als territoris de l'Imperi del Japó durant el període d'expansió colonial japonesa (1875–1945); tanmateix, la majoria d'aquests emigrants es van repatriar després que la rendició del Japó el 1945 va posar fi a la Segona Guerra Mundial a Àsia.